# Megasema bolteri
Megasema bolteri är en fjärilsart som beskrevs av Smith 1898. Megasema bolteri ingår i släktet Megasema och familjen nattflyn. Inga underarter finns listade i Catalogue of Life.